# Álvaro Valverde
Álvaro Valverde (1959, Plasence, Cáceres) est un chroniqueur et écrivain espagnol.

## Biographie
Il a été président de l’Asociación de Escritores Extremeños, directeur de l’'Aula de Literatura José Antonio Gabriel y Galán avec l’écrivain Gonzalo Hidalgo Bayal (es).
Il est le cofondateur avec Ángel Campos Pámpano du journal en langue espagnole et portugaise Espacio/Espaço escrito.
Il a été entre 2002 et 2005 coordinateur du Plan de Fomento de la Lectura en Extremadura (Plan de promotion de la lecture en Estrémadure) et directeur entre 2005 et 2008 de l’Editora Regional de Extremadura.
Il enseigne dans l’école publique Alfonso VIII à Plasence.

## Œuvre
- Territorio, Colección Alcazaba. Servicio de Publicaciones de la Excma. Diputación de Badajoz. Badajoz, 1985.
- Las aguas detenidas, Hiperión, 1988.
- Una oculta razón, Visor, 1991 (Prix Loewe 1991).
- A debida distancia, Hiperón, 1993 (I Premio de Poesía Ciudad de Córdoba).
- Ensayando círculos, Tusquets, 1995.
- El reino oscuro, Editora Regional de Extremadura, 1999.
- Las murallas del mundo, Algaida Editores, 2000.
- El lector invisible, Editora Regional de Extremadura, 2001.
- Mecánica terrestre, Tusquets, 2002.
- Lejos de aquí, De la luna libros, 2004.
- Alguien que no existe, Seix Barral, 2005.
- Desde fuera, Tusquets, 2008.
- Un centro fugitivo. Antología poética (1985-2010). Ed. Jordi Doce. La Isla de Siltolá, 2012.
- Plasencias. De la Luna Libros, Colección Luna de Poniente, 2013.
- Límites, Colección Arcoiris, Mérida, 1985.
- Sombra de la memoria, réimpression du journal Zarza Rosa, Valencia, 1986.
- Lugar del elogio, Colección La Centena, Editora Regional de Extremadura, Mérida, 1987.
- Aeróvoro, Colección Scriptvm, núm. 18, Torrelavega (Santander), 1989.
- Estaciones, Colección La Pirámide, Mérida, 1990.
- A la imagen de un lugar. Breve antología, Institución Cultural «El Brocense», Plasencia, 1995.
- Los marinos inmóviles, Nómadas, Gijón/Oviedo, 1996.
- Sur, Alcancía, Plasencia, 2003.
- Lugares del otoño, El Astillero, revista Ultramar, Santander, 2006.
- Poemas. Col.lecció poesía de paper. 135.Universitat de les Illes Balears, Palma, 2007.
- Imaginario, Fundación Ortega Muñoz. Badajoz, 2007.
- Desde fuera, Tusquets, 2008.
- Un centro fugitivo. Antología poética (1985-2010). Ed. Jordi Doce. La Isla de Siltolá, 2012.
- Plasencias. De la Luna Libros, Colección Luna de Poniente, 2013.
- Más allá, Tánger, Tusquets, 2014.